# Kleiner Wannsee
Il Kleiner Wannsee ("piccolo Wannsee") è un piccolo lago che si trova nella zona sud-orientale della città tedesca di Berlino. Unisce il Großer Wannsee con il Pohlesee (da quest'ultimo è diviso dalla penisola Wehrhorn) ed è attraversato dal Griebnitzkanal. L'acqua scorre da sud, proveniente dal Teltowkanal, verso nord (Großer Wannsee).
Sulle rive si trovano numerose società di canottaggio, fra cui il noto Berliner Ruder-Club, e la tomba di Heinrich von Kleist. Non esiste alcuna passeggiata lungolago, perché i terreni prospicienti lo specchio d'acqua sono occupati da lottizzazioni di ville signorili, fra cui la Colonie Alsen; prima della realizzazione di questa, il lago era noto (con il limitrofo Pohlesee) come Stolpsches Loch o Stolper Loch, dal vicino centro abitato di Stolpe.